# Ingrid Bolsø Berdal
Ingrid Bolsø Berdal (AFI: [ˈiŋri ˈbulsøː ˈbæɖːɑl]) (Levanger, 2 marzo 1980) è un'attrice e cantante norvegese.

## Biografia
Berdal è nata a Levanger, in Norvegia. Ha iniziato a studiare musica e canto al liceo e ha continuato la sua formazione musicale presso l'Università di Trondheim (NTNU), studiando jazz canto ed improvvisazione per due anni. È stata poi accettata alla “Accademia di arte drammatica” di Oslo, dove ha studiato recitazione per tre anni.
Nel suo secondo anno Ingrid ha interpretato Sofia in Platonov di Anton Čechov e Antigone in Antigone di Sofocle. Nel suo ultimo anno, ha interpretato La Ragazza in Il nome di Jon Fosse e Hedda in Hedda Gabler di Henrik Ibsen, ruolo per il quale ha vinto un premio “Hedda Award”.
Dopo la laurea, la Berdal è stata impiegata all'Accademia teatrale norvegese di Oslo. Dopo il suo primo anno al teatro, alla Berdal è stato assegnato il premio Hedda (il premio "Teatro norvegese") per la migliore opera prima dell'anno. Durante i suoi anni al teatro, ha interpretato personaggi di rappresentazioni classiche quanto contemporanee, quali ad esempio Sasha in Ivanov di Anton Cechov, Shura in "Latte Nero" di Vasilij Sigarev e Yvonne in Yvonne, principessa di Borgogna di Witold Gombrowicz.
Al suo lavoro teatrale ha affiancato la radio, la televisione e il cinema. Ha vinto il Premio Amanda ("Premio Cinema norvegese") come migliore attrice per la parte di Jannicke nel film Fritt vilt. Ha inoltre ricevuto una nomination come migliore attrice per Fritt vilt II due anni dopo.

## Filmografia

### Cinema
- Limbo, regia di Patrik Syversen - cortometraggio (2005)
- Terje Vigen, regia di Mari Monrad Vistven - cortometraggio (2006)
- Gymnaslærer Pedersen, regia di Hans Petter Moland (2006)
- Sønner, regia di Erik Richter Strand (2006)
- Fritt vilt, regia di Roar Uthaug (2006)
- Tyvstart, regia di Leiv Igor Devold - cortometraggio (2007)
- De Gales hus, regia di Eva Isaksen (2008)
- Fritt vilt II, regia di Mats Stenberg (2008)
- Svik, regia di Häkon Gundersen (2009)
- Wide Blue Yonder, regia di Robert Young (2010)
- Kiss Fight Smoke, regia di Ben Woodiwiss - cortometraggio (2010)
- Resolve, regia di Nick Scott - cortometraggio (2010)
- Jeg reiser alene, regia di Stian Kristiansen (2011)
- Chernobyl Diaries - La mutazione (Chernobyl Diaries), regia di Bradley Parker (2012)
- Dagmar - L'anima dei vichinghi (Flukt), regia di Roar Uthaug (2012)
- Hansel & Gretel - Cacciatori di streghe (Hansel and Gretel: Witch Hunters), regia di Tommy Wirkola (2013)
- Mormor og de åtte ungene, regia di Lisa Marie Gamlem (2013)
- Kill Buljo 2, regia di Geir Vegar Hoel (2013)
- Hercules - Il guerriero (Hercules), regia di Brett Ratner (2014)
- Enter Los Angeles Outer Space, regia di Valentina De Amicis e Riccardo Spinotti - cortometraggio (2014)
- Kvinner i for store herreskjorter, regia di Yngvild Sve Flikke (2015)
- Falling, regia di Gotti Sigurdarson - cortometraggio (2015)
- Forget About Nick, regia di Margarethe von Trotta (2017)
- The Bear, regia di Johannes Stjärne Nilsson - cortometraggio (2018)
- La spia (Spionen), regia di Jens Jønsson (2019)
- Gritt, regia di Itonje Søimer Guttormsen (2021)
- Alle hater Johan, regia di Hallvar Witzø (2022)
- Blasted - In due contro gli alieni (Blasted: Gutta vs aliens), regia di Martin Sofiedal (2022)

### Televisione
- Kodenavn Hunter – serie TV, 7 episodi (2006-2008)
- Thomas P – serie TV, 2 episodi (2007)
- Eva og Adam - serie TV (2007)
- Hjerte til Hjerte – serie TV, 4 episodi (2010)
- Hellfjord – miniserie TV, 7 puntate (2012)
- Westworld - Dove tutto è concesso (Westworld) – serie TV, 9 episodi (2016-in corso)
- Kielergata – serie TV, 3 episodi (2018)

## Discografia

### Collaborazioni
- 2011 - Container Container

## Doppiatrici italiane
Nelle versioni in italiano delle opere in cui ha recitato, Ingrid Bolsø Berdal è stata doppiata da:
- Ilaria Latini in Chernobyl Diaries - La mutazione, Hansel e Gretel - Cacciatori di streghe, Westworld - Dove tutto è concesso, Blasted - In due contro gli alieni
- Sabrina Duranti in La spia
- Claudia Razzi in Hercules - Il guerriero